# Олиб
Олиб (на хърватски: Olib) е хърватски остров в Адриатическо море, Северна Далмация, Задарска жупания.

## Общи сведения
Олиб е разположен в северната част на Адриатическо море. На север и юг е ограничен от два залива – Кварнер и „Вирско море“. На североизток от него се намира остров Паг, на югоизток - остров Вир, на юг са група малки острови, зад които започва Дуги оток (Дългият остров). На запад е остров Силба.
Площта на Олиб е 26,09 км², а дължината на бреговата линия 31,5 км. Островът е свързан с редовна фериботна линия със Задар, минаваща през островите Силба и Премуда. Движението на автомобили на острова е забранено и тези коли, които идват с ферибота от континента, задължително биват оставяни на паркинг в определената за това зона на пристанището.

## История
Първите писмени източници за Олиб датират от X в., когато е бил познат под името Алоеп. Бил е населен още от времето на Римската империя, а през XV в. тук идват много преселници от континенталната част на Хърватия, които търсят спасение от нашествието на османците.

## Забележителности
На Олиб има голям брой паметници с историческо значение. Сред тях е църквата Успение Богородично от XVII в. с нейната колекция от старинни ръкописи на глаголица. Други интересни забележителности са руините на църквата Св. Павел и изоставения манастир от XIII в.

## Население
Населението на Олиб е само 140 души (2011 г.), повечето от които живеят в село Олиб на западното крайбрежие на острова. Занимават се с риболов, земеделие, производство на вино, зехтин и сирене. Тъй като на острова няма водоизточници, при всяка жилищна сграда са изградени цистерни за събиране на дъждовна вода. Освен това има и два общински кладенеца за битови нужди.